# Gargamel is verliefd
Gargamel is verliefd is het 33ste stripalbum uit de reeks De Smurfen. De Nederlandstalige versie verscheen in 2014 bij Standaard Uitgeverij. Het scenario is van Alain Jost en Thierry Culliford, de tekeningen van Jeroen De Coninck.

## Verhaal
Gargamel is de jacht op de Smurfen beu en heeft stiekem de hoop een vrouw te vinden. De Smurfen, die zijn wens opvangen, willen hem hierbij helpen. Ze gaan naar Homnibus om raad. Ze komen op het toeval wat te helpen door Gargamel in contact te brengen met een vrouw. Ze organiseren een etentje dat Gargamel en een zekere dame Margot "toevallig" winnen op de markt. Het loopt echter fout af, want Gargamel is onbeleefd tegen haar. Lolsmurf en enkele andere Smurfen zijn ongemerkt meegegaan. Lolsmurf komt per ongeluk in Gargamels boodschappentas. Intussen ziet Gargamel een andere vrouw, Roxana genaamd. Ze toont interesse in zijn kunsten als magiër en Gargamel raakt meteen verliefd op haar. Thuis vindt Gargamel Lolsmurf in zijn tas en sluit hem op in een kooi. Om Lolsmurf te bevrijden, gooien de andere Smurfen het op een akkoordje: zie helpen hem om een afspraakje met Roxana te kunnen regelen, hij moet Lolsmurf dan vrijlaten. Hij krijgt lichaamsoefeningen, lessen in goede manieren en een nieuwe look om het hart van Roxana te veroveren. Uiteindelijk lukt het Gargamel om Roxana uit te nodigen bij hem thuis. Lolsmurf wordt vrijgelaten. Net voor Roxana naar Gargamales huis komt, komt diens moeder onverwachts op bezoek. Ze maakt Gargamel duidelijk dat Roxana vast nog meer nodig heeft voor ze op hem verliefd zal worden en geeft hem een liefdeselixir. Net op dat moment komt ook Roxana. Zij lijkt inderdaad niet erg geïnteresseerd in Gargamel, maar eerder in zijn tovenaarsspullen. Gargamel geeft haar het drankje waardoor ze bewusteloos valt. Op dat moment komt Adalbert langs, een jeugdvriend van Roxana. Hij kust haar waardoor ze weer bijkomt. Ze wordt meteen smoorverliefd op Adalbert en gaat met hem mee. Gargamel is boos en hervalt hierdoor weer in zijn oude gewoonte om op de Smurfen te jagen. De Smurfen gaan terug naar hun dorp. Azraël drinkt tot slot van het liefdeselixer en wordt verliefd op zijn baasje.

## Culturele verwijzing

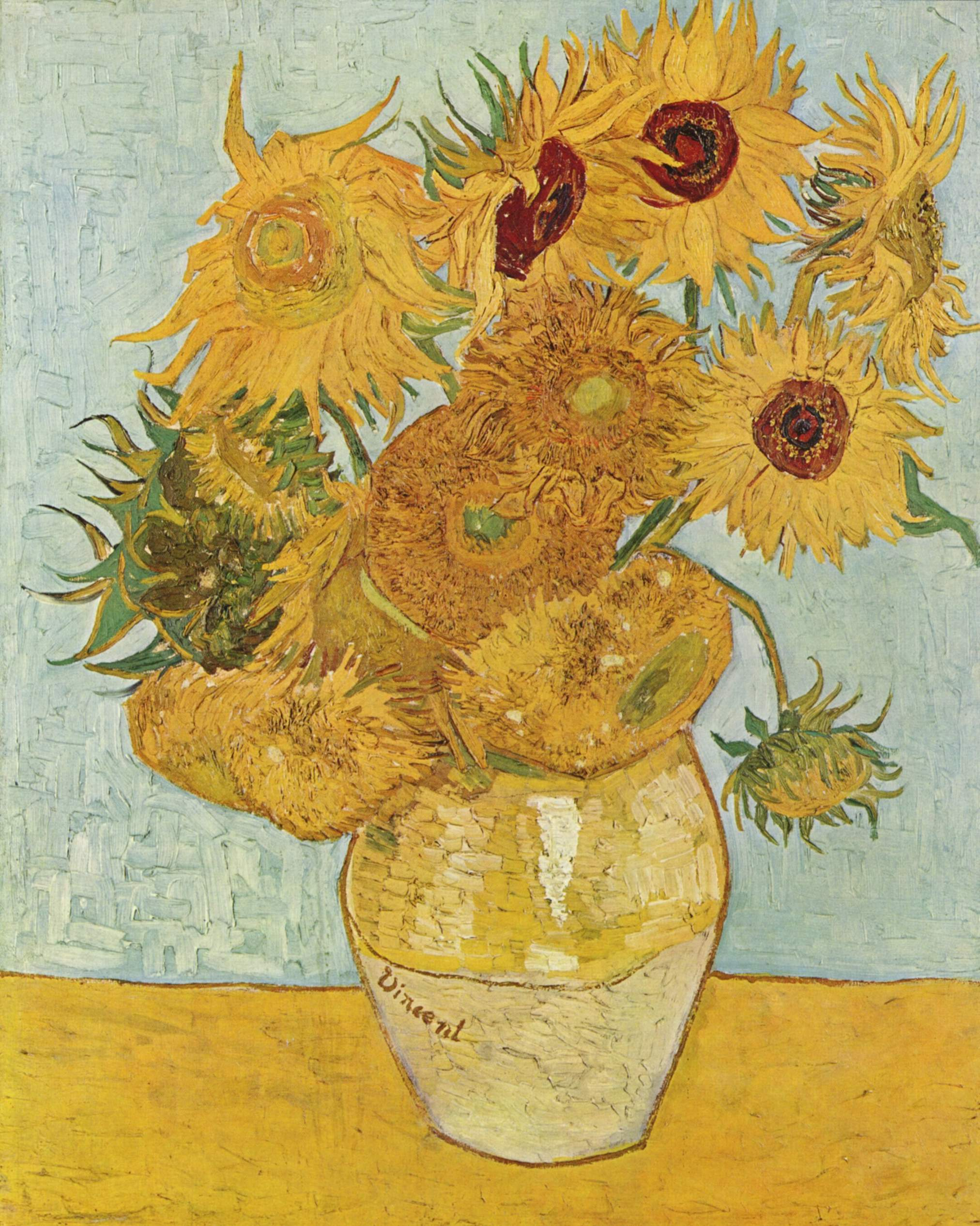
Het werk van Van Gogh waarnaar in het verhaal verwezen wordt

Schildersmurf maakt een schilderijtje met zonnebloemen en krijgt van een andere Smurf de opmerking dat zijn bloemen er raar uitzien. Schildersmurf wijt dit aan het te grote penseel waarmee hij het schilderde. Het rare kunstwerk is niets minder dan een werk uit de reeks zonnebloemen van Vincent van Gogh.